# Pyramica serrula
Pyramica serrula är en myrart som först beskrevs av Santschi 1910.  Pyramica serrula ingår i släktet Pyramica och familjen myror. Inga underarter finns listade i Catalogue of Life.

## Bildgalleri